# Dinegro (estación)
Dinegro es una estación del Metro de Génova ubicada en el sector de San Teodoro, debajo de la plaza homónima de la cual obtiene su nombre, cerca de Villa Di Negro Rosazza dello Scoglietto y no lejos del Matitone en el distrito financiero de San Benigno. En la superficie existe combinación con numerosas líneas de autobuses y trolebuses. También se encuentra cercana a la terminal de ferry.
Diseñada por Renzo Piano, la estación Dinegro fue inaugurada el 13 de junio de 1990 junto con la estación Brin, con lo que constituyó la primera sección con solo dos paradas en el Metro de Génova. La siguiente estación (Principe) fue abierta al público el 13 de julio de 1992. Los andenes se encuentran a unos 5 metros por debajo del nivel del suelo.
La estación de Dinegro está preparada para continuar la línea hacia el distrito de Sampierdarena. La tercera vía presente en la estación fue construida para esta posibilidad de extensión y actualmente se usa para operaciones de servicio.